# Stacaravan
Een stacaravan is een caravan die zo groot is, dat deze niet zonder meer over de weg vervoerd kan en mag worden. 
Stacaravans worden door een transportbedrijf op hun staplaats afgeleverd. In tegenstelling tot de gewone caravan, kan een stacaravan niet door een personenauto of bestelbus worden voortgetrokken. Voor het verplaatsen van dit soort caravans is een vrachtwagen nodig, bij korte afstanden wordt hiervoor ook wel een tractor gebruikt.

## Nederland
Tot eind 1990 werden stacaravans in Nederland niet aangemerkt als onroerende zaak. Door een aanpassing in het Nieuw Burgerlijk Wetboek wordt alles wat duurzaam met de grond is verenigd aangemerkt als onroerend. Deze wijziging heeft een aantal gevolgen. Opstallen zijn, zolang er geen opstalrecht is gevestigd, door natrekking eigendom van de eigenaar van de grond. Bovendien kunnen stacaravans belast worden voor de onroerende-zaakbelasting en zijn bouwvergunningen vereist bij bepaalde wijzigingen die worden aangebracht aan de stacaravan.
Doorgaans staan stacaravans op campings. Ook boeren hebben wel stacaravans op hun erf staan, vooral sinds het kamperen bij de boer populair werd, maar het is geen object binnen de BAG. Doordat stacaravans normaal gesproken lange tijd op dezelfde plek staan, worden ze vaak op het elektriciteitsnet en de gas- en waterleiding aangesloten. Verder is er vaak een tuin of terras ingericht.
Een stacaravan kan een normaal postadres hebben.